# Sade (band)
Sade is een Britse popgroep rond zangeres Sade, opgericht in Londen in 1982. De band bestaat verder uit bassist Paul Denman, saxofonist en gitarist Stuart Matthewman en toetsenist Andrew Hale. Paul Anthony Cooke, mede-oprichter en drummer van de band verliet de band in 1984 en zijn vervanger, Dave Early, deed dat een jaar later. Sindsdien maakt de band gebruik van een groot aantal sessie- en tourdrummers.
De muziek van de band bevat elementen van soul, quiet storm, smooth jazz en sophistipop. De groep heeft meerdere prijzen gewonnen, waaronder een Brit Award en vier Grammy Awards. De band heeft meer dan 75 miljoen platen verkocht.

## Biografie

### De jaren 80
De groep Sade werd in 1982 opgericht in Londen door leden van de soulband Pride. Zangers Sade, saxofonist Stuart Matthewman, bassist Paul Denman en drummer Paul Anthony Cooke verlieten deze band om als viertal verder te gaan. Ze vernoemden de band naar Sade, artiestennaam van Helen Adu.
Het eerste optreden gaf de band in december 1982 als voorprogramma van Pride, bij Ronnie Scott's club in Londen. In mei 1983 volgde het eerste Amerikaanse concert. Halverwege 1983 voegde Andrew Hale zich bij de groep als toetsenist, en begin 1984 werd Cooke vervangen door Dave Early. Gestaag groeide de (media)aandacht voor de band en op 18 oktober 1983 tekende Sade een contract bij CBS Records (dat in 1986 opging in Epic Records).
In februari 1984 bracht Sade hun debuutsingle, "Your Love Is King", uit. Deze single haalde de zesde positie in de UK Singles Chart en wist ook de hitlijsten in de Verenigde Staten, Australië en verschillende Europese landen te halen. De Nederlandse Top 40 werd niet bereikt. De tweede single van de groep, "When Am I Going to Make a Living", deed het internationaal gezien een stuk slechter maar wist wel de twaalfde plek in de Nederlandse Top 40 te halen. 
In juli 1984 bracht de groep haar debuutalbum, Diamond Life, uit. Hiermee brak de band definitief door. Het album stond meer dan zes maanden in de Britse top 10, elf weken op de eerste plaats in de Nederlandse Album Top 100 en haalde in de Verenigde Staten de vijfde plek. Het album werd door de BPI met vier keer platina gecertificeerd. Diamond Life won in 1985 de Brit Award voor Beste Britse Album en werd later opgenomen in het boek 1001 Albums You Must Hear Before You Die.
De band ging op hun eerste grote tournee door het Verenigd Koninkrijk en bracht de derde single, "Smooth Operator", uit. Deze single, met een videoclip geregisseerd door Julien Temple, werd de eerste Amerikaanse hit en leverde de band twee nominaties voor de MTV Video Music Awards op. Op 13 juli 1985 trad Sade, als enige in Afrika geboren artiest, op tijdens Live Aid in het Wembley Stadion in Londen.
Eind 1985 bracht Sade hun tweede album Promise uit, dat zowel in het Verenigd Koninkrijk als in de VS de nummer 1-positie bereikte. In het Verenigd Koninkrijk kreeg het een dubbel platina-certificaat van de BPI, en in de VS een viervoudig platina-certificaat. In 1986 werd Adu genomineerd voor een American Music Award voor beste vrouwelijke soul-/ R&B-videoartiest en de band won een Grammy Award voor beste nieuwe artiest. Het jaar erna werd de band genomineerd voor een Grammy Award voor Beste R&B Vocale Uitvoering door een Duo of Groep voor Promise.
Het de de album Stronger Than Pride werd uitgebracht in mei 1988. Het album bereikte de derde plaats in het Verenigd Koninkrijk en is platina gecertificeerd door de BPI. Dit album werd vergezeld door een wereldtournee. In 1989 werd Sade Adu genomineerd voor een American Music Award voor favoriete vrouwelijke soul-/R&B-artiest.

### De jaren 90
In november 1992 kwam het album Love Deluxe uit. Ook dit album bereikte de top 10 in onder meer de Verenigde Staten en het Verenigd Koninkrijk. De single "No Ordinary Love" werd in veel landen een hit en werd prominent gebruikt in de film Indecent Proposal. Voor de soundtrack van de film Philadelphia coverde de groep het nummer "Please Send Me Someone to Love van Percy Mayfield. In 1994 won de groep een Gramy Award voor "No Ordinary Love".
In 1994 bracht de groep een verzamelalbum, The Best of Sade, uit. Na Love Deluxe pauzeerde de band haar activiteiten voor een aantal jaar, onder meer omdat meerdere bandleden aan soloprojecten wouden werken en zangeres Sade zich wou richten op andere activiteiten. 

### Vanaf 2000
In november 2000 bracht de groep hun vijfde studioalbum uit, Lovers Rock. Dit album scoorde minder goed dan haar voorgangers in Europa, maar wist in de Verenigde Staten de derde plek te halen. Het won in 2002 een Grammy Award. Van de tournee die de groep na dit album ondernam werd in 2002 het live-album Lovers Live uitgebracht.
Het zesde studioalbum van Sade, Soldier of Love, werd uitgebracht op 8 februari 2010. Het was het eerste album met nieuw materiaal van de band in tien jaar. Ook dit album wist de top 10 te halen in onder andere Nederland, Verenigd Koninkrijk en de Verenigde Staten.
Dit album leverde de groep in 2011 haar vierde Grammy Award op. In 2011 bracht de groep ook haar tweede verzamelalbum The Ultimate Collection uit.
In 2018 nam de groep voor de Disney-film A Wrinkle in Time het nummer "Flower of the Universe" op, en voor de speelfilm Widows het nummer "The Big Unknown". Sinds 2018 hinten bandleden op opnames voor een zevende studioalbum.

## Discografie

### Albums
- Diamond Life (1984)
- Promise (1985)
- Stronger Than Pride (1988)
- Love Deluxe (1992)
- The Best of Sade (1994; verzamelalbum)
- Lovers Rock (2000)
- Lovers Live (2002; live-album)
- Soldier of Love (2010)
- The Ultimate Collection (2011; verzamelalbum)

| Album met eventuele hitnotering(en) in de Nederlandse Album Top 100 | Datum van verschijnen | Datum van binnenkomst | Hoogste positie | Aantal weken | Opmerkingen   |
| ------------------------------------------------------------------- | --------------------- | --------------------- | --------------- | ------------ | ------------- |
| Diamond Life                                                        | 1984                  | 28-07-1984            | 1(11wk)         | 88           |               |
| Promise                                                             | 1985                  | 16-11-1985            | 1(6wk)          | 33           |               |
| Stronger than pride                                                 | 1988                  | 14-05-1988            | 4               | 29           | Platina       |
| Love deluxe                                                         | 23-10-1992            | 07-11-1992            | 7               | 20           |               |
| The Best of Sade                                                    | 1994                  | 12-11-1994            | 13              | 33           | Verzamelalbum |
| Lovers Rock                                                         | 14-11-2000            | 25-11-2000            | 20              | 45           |               |
| Lovers Live                                                         | 2002                  | 02-03-2002            | 43              | 13           | Livealbum     |
| Soldier of Love                                                     | 05-02-2010            | 20-02-2010            | 2               | 30           |               |
| The Ultimate Collection                                             | 29-04-2011            | 07-05-2011            | 12              | 17           | Verzamelalbum |

| Album met hitnotering(en) in de Vlaamse Ultratop 200 albums | Datum van verschijnen | Datum van binnenkomst | Hoogste positie | Aantal weken | Opmerkingen   |
| ----------------------------------------------------------- | --------------------- | --------------------- | --------------- | ------------ | ------------- |
| Lovers Rock                                                 | 2000                  | 25-11-2000            | 16              | 16           |               |
| Lovers Live                                                 | 2002                  | 09-03-2002            | 34              | 3            | Livealbum     |
| Soldier of Love                                             | 2010                  | 13-02-2010            | 5               | 17           | Goud          |
| The Ultimate Collection                                     | 2011                  | 07-05-2011            | 8               | 27           | Verzamelalbum |

### Singles
| Single met eventuele hitnotering(en) in de Nederlandse Top 40 | Datum van verschijnen | Datum van binnenkomst | Hoogste positie | Aantal weken | Opmerkingen                 |
| ------------------------------------------------------------- | --------------------- | --------------------- | --------------- | ------------ | --------------------------- |
| When Am I Going to Make a Living                              | 1984                  | 04-08-1984            | 12              | 7            | Nr. 12 in de Single Top 100 |
| Smooth Operator                                               | 1984                  | 29-09-1984            | 19              | 6            | Nr. 12 in de Single Top 100 |
| Hang On to Your Love                                          | 1985                  | 19-01-1985            | 28              | 4            | Nr. 18 in de Single Top 100 |
| The Sweetest Taboo                                            | 1985                  | 19-10-1985            | 14              | 9            | Nr. 12 in de Single Top 100 |
| Is It a Crime?                                                | 1986                  | 25-01-1986            | 32              | 3            | Nr. 24 in de Single Top 100 |
| Never as Good as the First Time                               | 1986                  | 31-05-1986            | 35              | 3            | Nr. 38 in de Single Top 100 |
| Love is Stronger Than Pride                                   | 1988                  | 16-04-1988            | 18              | 6            | Nr. 19 in de Single Top 100 |
| Paradise                                                      | 1988                  | 25-06-1988            | 26              | 4            | Nr. 33 in de Single Top 100 |
| Nothing Can Come Between Us                                   | 1988                  | -                     |                 |              | Nr. 89 in de Single Top 100 |
| No Ordinary Love                                              | 1992                  | 31-10-1992            | 19              | 5            | Nr. 26 in de Single Top 100 |
| By Your Side                                                  | 2000                  | -                     |                 |              | Nr. 66 in de Single Top 100 |
| King of Sorrow                                                | 2001                  | -                     |                 |              | Nr. 82 in de Single Top 100 |
| Soldier of Love                                               | 2010                  | 23-01-2010            | tip9            | -            |                             |

| Single met hitnotering(en) in de Vlaamse Ultratop 50 | Datum van verschijnen | Datum van binnenkomst | Hoogste positie | Aantal weken | Opmerkingen                 |
| ---------------------------------------------------- | --------------------- | --------------------- | --------------- | ------------ | --------------------------- |
| When Am I Going to Make a Living                     | 1984                  | -                     |                 |              | Nr. 20 in de Radio 2 Top 30 |
| Smooth Operator                                      | 1984                  | -                     |                 |              | Nr. 17 in de Radio 2 Top 30 |
| The Sweetest Taboo                                   | 1985                  | -                     |                 |              | Nr. 10 in de Radio 2 Top 30 |
| Is It a Crime?                                       | 1986                  | -                     |                 |              | Nr. 20 in de Radio 2 Top 30 |
| Love Is Stronger Than Pride                          | 1988                  | -                     |                 |              | Nr. 10 in de Radio 2 Top 30 |
| No Ordinary Love                                     | 1992                  | -                     |                 |              | Nr. 29 in de Radio 2 Top 30 |
| By Your Side                                         | 2000                  | 04-11-2000            | tip5            | -            |                             |
| Soldier of Love                                      | 2010                  | 20-02-2010            | 47              | 1            |                             |

### NPO Radio 2 Top 2000
| Nummers met noteringen in de NPO Radio 2 Top 2000 | '99  | '00  | '01  | '02  | '03  | '04  | '05  | '06  | '07  | '08  | '09  | '10  | '11  | '12  | '13  | '14  | '15  | '16  | '17  | '18 | '19  | '20 | '21  | '22  | '23 | '24  |
| ------------------------------------------------- | ---- | ---- | ---- | ---- | ---- | ---- | ---- | ---- | ---- | ---- | ---- | ---- | ---- | ---- | ---- | ---- | ---- | ---- | ---- | --- | ---- | --- | ---- | ---- | --- | ---- |
| No Ordinary Love                                  | -    | 1621 | -    | 1302 | 1490 | 1808 | -    | -    | -    | -    | 1852 | 1760 | 1589 | 1670 | 1803 | 1351 | 1656 | 1616 | 1563 | -   | -    | -   | -    | -    | -   | -    |
| Smooth Operator                                   | 1143 | 1043 | 1008 | 1093 | 947  | 1155 | 1269 | 1261 | 1678 | 1270 | 950  | 863  | 888  | 935  | 1031 | 715  | 811  | 837  | 753  | 993 | 1077 | 978 | 1175 | 1128 | 776 | 984  |
| The Sweetest Taboo                                | 1224 | -    | 1572 | -    | -    | 1764 | -    | -    | -    | -    | -    | 1879 | 1970 | -    | -    | 1872 | 1974 | 1899 | 1800 | -   | -    | -   | -    | -    | -   | -    |
| Your Love Is King                                 | -    | -    | -    | -    | -    | -    | -    | -    | -    | -    | -    | -    | -    | -    | -    | -    | -    | -    | -    | -   | -    | -   | -    | -    | -   | 1967 |

1. ↑  Een '-' betekent dat het nummer niet was genoteerd en een vetgedrukt getal geeft de hoogste notering van een nummer aan.

### Dvd's
| Dvd's met hitnoteringen in de Nederlandse Music Top 30 | Datum van verschijnen | Datum van binnenkomst | Hoogste positie | Aantal weken | Opmerkingen |
| ------------------------------------------------------ | --------------------- | --------------------- | --------------- | ------------ | ----------- |
| Lovers Live                                            | 2002                  | 02-03-2002            | 5               | 15           |             |
| Bring Me Home – Live 2011                              | 2012                  | 16-06-2012            | 2               | 44*          |             |